# Komisja Porozumiewawcza
Komisja Porozumiewawcza – koalicja utworzona 14 lipca 1999. W skład koalicji wchodziły 4 niezależne podmioty: Chrześcijańska Demokracja III Rzeczypospolitej Polskiej, Konfederacja Polski Niepodległej, Porozumienie Prawicy i Ruch Solidarni w Wyborach. Przyczyną zawiązania porozumienia było stworzenie alternatywy dla wyborców Lecha Wałęsy i niezadowolonych z rządów AWS. W opinii obserwatorów politycznych porozumienie było ruchem przedwyborczym na prawicy mającym na celu wzmocnienie pozycji Lecha Wałęsy.
Koalicja rozpadła się w 2000 roku po przegranych przez Lecha Wałęsę wyborach prezydenckich.